# Susana Giménez
María Susana Giménez Aubert (Buenos Aires, 29 gennaio 1944) è un'attrice, conduttrice televisiva, modella e imprenditrice argentina.

## Filmografia parziale
- En mi casa mando yo (1968)
- La novela de un joven pobre (1968)
- El gran robo (1968)
- Fuiste mía un verano (1969)
- Tiro de gracia (1969)
- Los mochileros (1970)
- El mundo es de los jóvenes (1970)
- Los neuróticos (1971)
- Así es Buenos Aires (1971)
- La buscona (1971)
- Todos los pecados del mundo (1972)
- He nacido en la ribera (1972)
- Vení conmigo, regia di Luis Saslavsky (1973)
- La piel del amor (1973)
- La Mary (1974)
- Mi novia el... (1975)
- Tú me enloqueces (1976)
- Los hombres sólo piensan en eso (1976)
- La cuenta está saldada (1976, regia di Stelvio Massi)
- Basta de mujeres (1977)
- El macho (1977, regia di Marcello Andrei)
- Un toque diferente (1977)
- Yo también tengo fiaca (1978)
- Donde duermen dos... duermen tres (1979)
- El rey de los exhortos (1979)
- A los cirujanos se les va la mano (1980)
- Las mujeres son cosa de guapos (1981)
- Un terceto peculiar (1982)
- Me sobra un marido (1985)
- Esa maldita costilla (1999)
- Segreti di famiglia (Tetro) (2009)